# Ле-От-Ривьер
Ле-От-Ривье́р (фр. Les Hautes-Rivières) — коммуна во Франции, находится в регионе Шампань — Арденны. Департамент коммуны — Арденны. Входит в состав кантона Монтерме. Округ коммуны — Шарлевиль-Мезьер.
Код INSEE коммуны — 08218.
Коммуна расположена приблизительно в 220 км к северо-востоку от Парижа, в 110 км севернее Шалон-ан-Шампани, в 16 км к северо-востоку от Шарлевиль-Мезьера.
До Первой мировой войны коммуна носила название Тринь (фр. Trigne).

## Население
Население коммуны на 2008 год составляло 1725 человек.
| 1962 | 1968 | 1975 | 1982 | 1990 | 1999 | 2008 |
| ---- | ---- | ---- | ---- | ---- | ---- | ---- |
| 1990 | 2091 | 2320 | 2354 | 2077 | 1947 | 1725 |

## Администрация
| Период | Период | Фамилия         | Партия | Должность |
| ------ | ------ | --------------- | ------ | --------- |
| 2001   | 2008   | Мишель Домон    |        |           |
| 2008   | 2014   | Франсис Рафен   |        |           |
| 2014   | 2020   | Джино Бигьярини |        |           |

## Экономика
В 2007 году среди 1133 человек в трудоспособном возрасте (15—64 лет) 788 были экономически активными, 345 — неактивными (показатель активности — 69,5 %, в 1999 году было 68,0 %). Из 788 активных работали 685 человек (408 мужчин и 277 женщин), безработных было 103 (41 мужчина и 62 женщины). Среди 345 неактивных 108 человек были учениками или студентами, 81 — пенсионерами, 156 были неактивными по другим причинам.

## Фотогалерея
- Церковь
- Школа и памятник погибшим в Первой мировой войне
- Мэрия